# Pět dětí a skřítek
Pět dětí a skřítek (anglicky Five Children and It) je dětský román britské spisovatelky Edith Nesbitové. Příběh vypráví o pěti sourozencích, kteří se na léto přistěhovali z Londýna do krásného bílého domku na venkově, kde si našli podivného kamaráda, díky kterému zažívali nebezpečná, ale poučná dobrodružství. Kniha byla vydána v roce 1902 v časopise The Strand Magazine pod názvem The Psammead nebo také The Gifts. Příběh se postupem let rozšířil a vznikl tak román, který vyšel v témže roce.

## Děj
Příběh začíná příjezdem pěti sourozenců a jejich chůvy z Londýna do krásného bílého domku na venkově poblíž pískového lomu. Děti při jednom z prozkoumávání okolí nalezly v pískové jámě malého, starého skřítka. O něm se dozvěděly, že má zvláštní schopnost a tou je plnění jednoho přání za den, které se přestane působit se západem slunce. Děti si měly opravdu zvláštní přání, která byla často neslučitelná s realitou a ne vždy dopadla tak, jak si představovaly.
Jejich prvním přáním je být krásní. Psammead jim přání vyplní a děti se změní k nepoznání. Ani jejich vlastní chůva je nepoznává a vyhání je proto z domu. Další jejich přání je bohatství. Skřítek jim dopřeje bohatství v podobě zlatých dukátů, které už nejsou platné a děti si za ně nemohou nic koupit. Jiným přáním je schopnost létat, a ani to se zcela nevydaří. Děti totiž uvíznou na věži kostela a nemohou se žádným způsobem odsud dostat. Pomůže jim hajný, který je následně musí odvést domů. Zde se potkává s chůvou dětí, do které se zamiluje a později se také i vezmou. Také chtějí mít svůj vlastní dům, ale zjistí, že takto zde bydlet nemohou, protože by se o něj sami nedokázali postarat.
Čtyři nejstarší sourozence někdy rozčiluje malý bráška, proto chtějí, aby rychle vyrostl. Ten však vyroste v dospělého muže, který má svým starostí dost a na hraní s dětmi nemá náladu ani čas. Z krádeže objevených peněz, které chtěli pro svoji matku, je obviněn jejich blízký kamarád hajný. Děti zjišťují, že přání, která měly, nejsou důležitá a proto si všichni slíbí, že už si nikdy nic od Psammeada přát nebudou. Pouze Anthea chce splnit jednu poslední věc, a sice to, že se se svým skřítkem chce ještě někdy setkat, a to jim také přislíbí.

## Postavy
- Cyril – nejstarší ze sourozenců, snaží se za skupinu rozumně rozhodovat, vůdčí typ
- Anthea – druhá nejstarší ze sourozenců, citlivá, stará se o sourozence, snaží se plnit přání ostatních
- Robert – třetí nejstarší sourozenec, netrpělivý, odvážný, často se dostává do problémů
- Jane – čtvrtá nejstarší ze sourozenců, někdy plachá a bojácná, snaží se svým sourozencům pomáhat
- Hilary – nejmladší ze sourozenců, batole, i kdy si to neuvědomuje a nedělá to schválně, ostatním sourozencům někdy komplikuje plány
- skřítek Psammead – starý, ošklivý, žije v písečné jámě, dokáže splnit jedno přání za den, se západem slunce se přání rozplyne, nejprve má sarkastické poznámky, ale později si k dětem najde kladný vztah

## Přijetí díla
Jitka Zítková o díle Pět dětí a skřítek v časopise Ladění z roku 1999, uvádí, že se kniha nejspíše inspirovala lidovou pohádkou o třech nevydařených přáních, a její námět tedy není zcela původní. Příběh odehrávající se ve viktoriánské Anglii je podle ní však humorný a napínavý. Autorka článku doslova píše: „Autorka nechává své hrdiny vyváznout ze všech potíží se zdravou kůží, ale obohacené o zkušenosti.
Maria Nikolajeva v knize The Rhetoric of Character in Children's Literature (Mluva postav v dětské literatuře) napsala, že veškerá dětská literatura je paralelní s monomýtem a všechny postavy v literatuře pro děti jsou rozvíjeny analogicky k mytickému hrdinovi. Jako mytičtí hrdinové i dětské postavy se musí ocitnout v situaci, která pro ně není běžná, aby tak mohlo dojít k zápletce – v případě Pěti dětí a skřítka jde o změnu prostředí v podobě cesty na letní prázdniny. Postavy dostávají zvláštní úkol a k jeho splnění získávají pomoc přirozenou či nadpřirozenou, v závislosti na žánru. Maria Nikolajeva uvádí, že malý protagonista získá životní lekci pouze tehdy, kdy není opuštěn bez pomoci a pomocníkem by měl být úplně cizí člověk.
Nikolajeva si dále povšimla stručného, ale efektivního způsobu, jakým jsou děti představeny během úvodní cesty z nádraží do letního domova. Robert a Anthea obdivují krásu domu, Robert jeho barvu a Anthea růže kolem něj. Jane komentuje přítomnost švestek a její zájem je směřován především k jídlo. Cyril uznává, že dům je ucházející, čímž se představuje jako bručoun; a poslední z dětí, které v tuto chvíli není ani představeno jménem, promluví takovým způsobem, že je čtenáři ihned jasné, že jde o batole.

## Adaptace
Kniha Pět dětí a skřítek byla adaptována hned do několika filmů. V roce 2004 vyšla filmová verze 5 dětí a To, kde si zahrál Freddie Highmore, Tara Fitzgerald, Jonathan Bailey, Zoe Wanamaker, Kenneth Branagh a Eddie Izzard, který propůjčil svůj hlas skřítkovi Psammeadovi.